# 이와시타 와타루
이와시타 와타루(일본어: 岩下 航, 1999년 4월 1일~)는 일본의 축구 선수이다.

## 구단 경력
그는 2021년 J3리그의 로아소 구마모토에 입단했다. 2021년 25경게 출전하여 3득점을 기록, J3리그 우승으로 J2리그로 승격했다. 2022년 J1리그의 가시와 레이솔로 이적했다. 2024년 J2리그의 로아소 구마모토로 복귀했다.